# Eksperyment Pisa
Eksperyment PISA – (ang. Proton Induced Spallation), czyli  spalacja wywołana protonami, przeprowadzany jest na akceleratorze COSY w Centrum Badawczym w Jülich w Niemczech, przy udziale naukowców m.in. z Instytutu Fizyki Uniwersytetu Jagiellońskiego.
Celem eksperymentu jest pomiar podwójnie różniczkowych przekrojów czynnych (szans zajścia reakcji jądrowych w zależności od energii produktów oraz kąta emisji) {\displaystyle \left({\frac {d^{2}\sigma }{d\Omega dE}}\right)} na produkcję cząstek w reakcjach proton + jądro atomowe przy energiach protonów 0,175 GeV - 2,5 GeV